# Грушка (Приднестровье)
Грушка (рум. Hruşca) — село, центр Грушковского сельсовета Каменского района непризнанной Приднестровской Молдавской Республики.

## География
Расположено в северо-западной части района, вдоль шоссе Рыбница — Ямполь (Украина), в 16 км от районного центра и в 50 км от железнодорожной станции Попелюхи (Украина). Село является крайней западной точкой ПМР и расположено у схождения границ Украины, Молдовы и ПМР.
Село лежит на нешироких днестровских террасах и непосредственно в пойме Днестра. Через центральную часть села протекает днестровский приток Грушка. Рельеф не создает значительных сложностей в размещении населенного пункта и хозяйственном освоении его окрестностей. Склоны долины реки поросли черешчатым дубом, сосной, черёмухой, скумпией.
К северу от села находится уникальный ландшафт — группа карстовых полостей, объявленных памятником природы.
В Грушке найден бифас — каменное рубило с двумя лезвиями возрастом более 300 тыс. лет.

## История
До 1963 года село входило в состав Рыбницкого района. 12.04.1963 года Приказом администрации вошло в состав Каменского района.

## Демография
По национальному составу население делится следующим образом:
- украинцы — 34 %;
- молдаване — 57 %;
- русские — 8 %
- другие национальности — 1 %.

## Инфраструктура
Социально-культурная сфера:
- комплекс МОУ «Грушковская ООШ -детский сад»;
- фельдшерско-акушерский пункт;
- дом культуры;
- библиотека.

Населению сел различного рода услуги, кроме названных, оказывают:
- отделение связи;
- филиал Сбербанка;
- 7 торговых точек;
- сельская маслобойка.

Газифицировано:
- МОУ «Грушковская ООШ — детский сад»;
- 33 % индивидуальных домовладений граждан.

Протяженность сельских дорог — 27 км, в основном дороги щебеночные и гравийные.
Транспортное сообщение — микроавтобус Грушка — Каменка.
Питьевой водой жители села пользуются из колодцев общественного пользования.
Резервный фонд сельскохозяйственных земель составляет 274 га, из них приусадебный фонд 156 га.

## Известные люди
- В селе родился и умер Качуровский, Авксентий Дмитриевич — Герой Социалистического Труда.